# 名古屋市中川区パチンコ製造機器社長殺害事件
名古屋市中川区パチンコ製造機器社長殺害事件（なごやしなかがわくパチンコせいぞうききしゃちょうさつがいじけん）は、2018年10月25日に愛知県名古屋市中川区に本社を置くパチンコメーカー高尾の社長の内ヶ島正規が何者かに殺害された事件。
未だ犯人の逮捕に至っていない未解決事件である。
社名から取った「高尾社長殺害事件」（たかおしゃちょうさつがいじけん）と呼ばれることもある。

## 経緯
被害者の内ヶ島（以下：社長）は10月24日夜に会社で仕事を終えた後、25日未明までの間に車庫付近で殺害されたとみられている。車庫と社屋に向かう通路には数メートルにわたり、大量の血痕が残されていた。
発見時、社長はスーツ姿であった。首や腹には複数の刺し傷があり、死因は首を切られたことによる出血死であった。抵抗した痕もあった。
また、事件の前年にはフィリピン旅行中のマニラ市内でバイクに乗った強盗に銃撃され、同行していた日本人男性が死亡するという事件が起きている。フィリピン警察はこの事件と名古屋の事件との関連性についても捜査している。

## 犯人
周囲の防犯カメラには、会社のフェンスを乗り越え敷地内を歩き回る不審な人物が映っていた。不審な人物はタバコを持ち、ナップサックを背負い、ヘッドホンを身につけていた。
東京未来大学の出口保行教授は「誰かに依頼されて今回の事件に及んでいる、ヒットマン系の殺人であるということが考えられる」と意見を述べている。

## その後
10月30日に葬儀が営まれた。